# Ґальвано Делля Вольпе
Ґальвано Делля Вольпе (італ. Galvano Della Volpe; 24 вересня 1895, Імола, Італія — 13 липня 1968, Рим) — італійський філософ-марксист, представник сцієнтистського напрямку.

## Життєпис
Народився в аристократичній родині. Вивчав філософію у Болонському університеті. Потім викладав філософію у ліцеях Болоньї та Равенни, а після — з 1939 по 1965 — був професором історії філософії й естетики в університеті Мессіни. 1944 року Делля Вольпе вступив до Італійської комуністичної партії і до самої смерти був одним з провідних філософів партії та постійним автором теоретичних журналів «Сочьєта» та «Рінашіта».

## Ідейна спадщина
Делля Вольпе — автор численних творів з історії філософії, лоґіки, естетики та критики ідеолоґії. Розпочавши свій інтелєктуальну еволюцію як послідовник італійського геґельянця Джованні Джентіле, під впливом подій другої світової війни (1939—1945) він перейшов на марксистські позиції і згодом зробив вагомий внесок у розвиток і поширення марксистської філософії й естетики в Італії. У своїх творах італійський філософ піддавав критиці сучасну «буржуазну ідеолоґію» (а такою він вважав зокрема й «геґельянський марксизм» Герберта Маркуза) і запропонував своє розв'язання на основі матеріялістичної діялєктики проблєм сучасної філософії й естетики. Делля Вольпе спробував розробити суто матеріялістичну теорію естетики, наполягаючи на важливости структурних характеристик і суспільного процесу виробництва творів мистецтва; такий погляд протистояв інтуїтивній концепції Бенедетто Кроче, що його Вольпе розглядав як продовження романтичних і містичних традицій XIX ст. За Вольпе, смак є головним джерелом естетичного судження. Відстоював принцип позитивного гуманізму, виступаючи як проти сучасних позитивістських течій (таких як лоґічний позитивізм і неоемпіризм), так і проти світського та реліґійного екзистенціялізму.
Серед книжок, що повною мірою представляють погляди італійського філософа, — «Лоґіка як позитивна наука» (1950), «Руссо та Маркс» (1956) і «Критика смаку» (1960). Варіант марксизму, запропонований Делля Вольпе, надихнув цілу школу, що у своєрідний спосіб інтерпретувала Марксові філософські твори. Серед його учнів — Лючіо Коллєтті, Маріо Россі, Умберто Черроні.

## Твори
- Ідеалізм мистецтва та проблєма катеґорія (L'idealismo dell'atto e il problema delle categorie, 1924).
- Філософія досвіду Дейвида Юма (La filosofia dell'esperienza di David Hume, 1933—1935).
- Криза романтичної естетики (Crisi dell'estetica romantica, 1941).
- Лоґіка як позитивна наука (Logica come scienza positiva, 1950).
- «Руссо та Маркс» і инші нариси матеріялістичної критики (Rousseau e Marx e altri saggi di critica materialistica, 1956).
- Критика смаку (Critica del gusto, 1960).
- Позитивний гуманізм і марксистська еманципація (Umanesimo positivo e emancipazione marxista, 1964).
- Ключі до історичного матеріялізму (Chiave della dialettica storica, 1964).
- Критика сучасної ідеолоґії. Нариси з діялєктичної теорії (Critica dell'ideologia contemporanea. Saggi di teoria dialettica, 1967).